# Tonic
Tonic fue un grupo estadounidense de rock formado en 1993. En 1996 lanzaron su álbum debut, Lemon Parade, siendo su disco más vendido hasta la fecha. Los dos singles más exitosos de este álbum fueron "Open Up Your Eyes" y "If You Could Only See", siendo "If You Could Only See" la canción más radiada en las estaciones de rock estadounidenses. A este disco le siguieron dos discos menos exitosos Sugar en 1999, del cual se extrajo el sencillo "You Wanted More" y Head On Straight en 2002, del que se extrajo "Take Me As I Am". 
La banda se separó en 2004 y en 2005 varios de sus miembros comenzaron proyectos en solitario.

## Discografía

### Discos
- Lemon Parade (1996)
- Sugar (1999)
- Head on Straight (2002)
- Tonic (2010)

### Sencillos
| Año  | Título                  | Posiciones     | Posiciones         | Posiciones      | Posiciones                | Posiciones         | Disco            |
| Año  | Título                  | US Modern Rock | US Mainstream Rock | US Adult Top 40 | US Bubbling Under Hot 100 | US Hot 100 Airplay | Disco            |
| ---- | ----------------------- | -------------- | ------------------ | --------------- | ------------------------- | ------------------ | ---------------- |
| 1996 | "Open Up Your Eyes"     | #22            | #2                 | #33 (1998)      | -                         | -                  | Lemon Parade     |
| 1997 | "Casual Affair"         | -              | #8                 | -               | -                         | -                  | Lemon Parade     |
| 1997 | "If You Could Only See" | #3             | #1                 | #7              | -                         | #11                | Lemon Parade     |
| 1999 | "Knock Down Walls"      | -              | #20                | -               | -                         | -                  | Sugar            |
| 1999 | "You Wanted More"       | #10            | #3                 | #26             | #3                        | -                  | Sugar            |
| 2002 | "Take Me As I Am"       | -              | -                  | #36             | -                         | -                  | Head On Straight |

- Datos: Q841514
- Multimedia: Tonic (band) / Q841514